# Leonie Ebertová
Leonie Ebertová (* 4. října 1999 Würzburg) je německá sportovní šermířka, specialistka na šerm fleretem.
Začínala se šermem v týmu Fecht-Club Tauberbischofsheim, kde získala přezdívku „Malý tygr“. V roce 2015 se stala mistryní světa i Evropy v kategorii do sedmnácti let. Na seniorském mistrovství Evropy v šermu získala v roce 2017 s týmem německých fleretistek bronzovou medaili. V roce 2019 se stala mistryní Německa ve fleretu jednotlivkyň. Na LOH 2020 vypadla v osmifinále s Italkou Alicí Volpiovou. Na evropském šampionátu v roce 2022 vyhrála individuální soutěž a byla třetí v turnaji družstev. Na Evropských hrách 2023 získala bronzovou medaili v týmové soutěži. 
Ebertová je členkou sportovního týmu Bundeswehru. Vrcholovému sportu se věnují i její starší sourozenci, plavkyně Amélie Ebertová a basketbalista Constantin Ebert. Jejím koníčkem je hra na klavír.